# Bob Santini
Robert "Bob" Santini (Bronx, Nueva York, 17 de febrero de 1932) es un exjugador de baloncesto estadounidense que disputó una temporada en la NBA. Con 1,96 metros de estatura, jugaba en la posición de alero.

## Trayectoria deportiva

### Universidad
Jugó durante tres temporadas con los Gaels del Iona College, en las que anotó 739 puntos, logrando en total 59 victorias y 14 derrotas. Fue el primer jugador de su universidad en llegar a jugar en la NBA.

### Profesional
Fue elegido en la cuadragésimo cuarta posición del Draft de la NBA de 1953 por New York Knicks, pero tuvo que cumplir con el servicio militar, donde continuó jugando al baloncesto, coincidiendo con Cliff Hagan de Kentucky y Dick Groat de Duke, con los que ganó varios títulos formando parte del Segundo Servicio Especial del Ejército.
En 1955 fichó con los Knicks, con los que únicamente disputó cuatro partidos, en los que promedió 2,8 puntos.

## Estadísticas de su carrera en la NBA

### Temporada regular
| Temporada | Edad | Equipo          | Liga | Pos. | P | TIT | MIN | TC  | TCA | %TC  | 3P | 3PA | %3P | TL  | TLA | %TL  | R.OF. | R.DEF. | REB | ASIS | ROB | TAP | PER | FP  | PTS |
| 1955-56   | 20   | New York Knicks | NBA  |      | 4 |     | 5.8 | 1.3 | 2.5 | .500 |    |     |     | 0.3 | 0.5 | .500 |       |        | 0.8 | 0.3  |     |     |     | 1.0 | 2.8 |
| Total     |      |                 | NBA  |      | 4 |     | 5.8 | 1.3 | 2.5 | .500 |    |     |     | 0.3 | 0.5 | .500 |       |        | 0.8 | 0.3  |     |     |     | 1.0 | 2.8 |